# Аноректальная манометрия
Аноректа́льная манометри́я — функциональное диагностическое исследование аноректальной зоны методом манометрии с целью получения информации о тонусе аноректального мышечного комплекса и скоординированности сокращений прямой кишки и сфинктеров ануса. Код процедуры A05.19.002.
Стандарты медицинской помощи, утверждённые Минздравсоцразвития России, определяют необходимость выполнения аноректальной манометрии у 100 % пациентов, страдающих болезнью Гиршпрунга, дивертикулярной болезнью кишечника и мегаколоном.

## Толстокишечная манометрия
Толстокишечная манометрия — метод исследования толстой кишки человека, основанный на регистрации давления в толстой кишке. Является развитием аноректальной манометрии. Некоторые исследователи не выделяют толстокишечную манометрию, как отдельный метод, а считают её вариантом аноректальной манометрии.

## Показания к аноректальной манометрии
Показаниями к аноректальной манометрии являются:
- запор[5] (запор неорганического происхождения);
- болезнь Гиршпрунга;[1][2]
- мегаколон;[4]
- дивертикулярная болезнь кишечника;[3]
- синдром раздраженного кишечника;
- недержание кала;
- необходимость точной идентификации и функциональной оценки внешнего и внутреннего анальных сфинктеров;
- необходимость выявления резистентности к приему различных препаратов;[6][7]
- необходимость оценки эффективности проводимого лечения;
- необходимость оценки функционального состояния толстой кишки до и после оперативных вмешательств;[6]
- необходимость оценки объёмов оперативного вмешательства при операциях по поводу анальной трещины;[8]
- немедикаментозная биофидбэк-терапия при дисфункции тазового дна и недержании кала.[6]

## Показания к толстокишечной манометрии
Показаниями к толстокишечной манометрии являются:
- резистентные к традиционной терапии персистирующие запоры;
- необходимость доказательства соответствия симптомов хронической кишечной псевдообструкции по вовлеченности в процесс толстой кишки;
- необходимость выявления причин кишечных проявлений после успешной операции по поводу болезни Гиршпрунга;
- необъяснимые причины нарушения моторики толстой кишки;
- необходимость решения вопроса о сохранности функции толстой кишки перед проведением операции на кишечнике.[9]

## Технические средства

### Аноректальные и толстокишечные катетеры

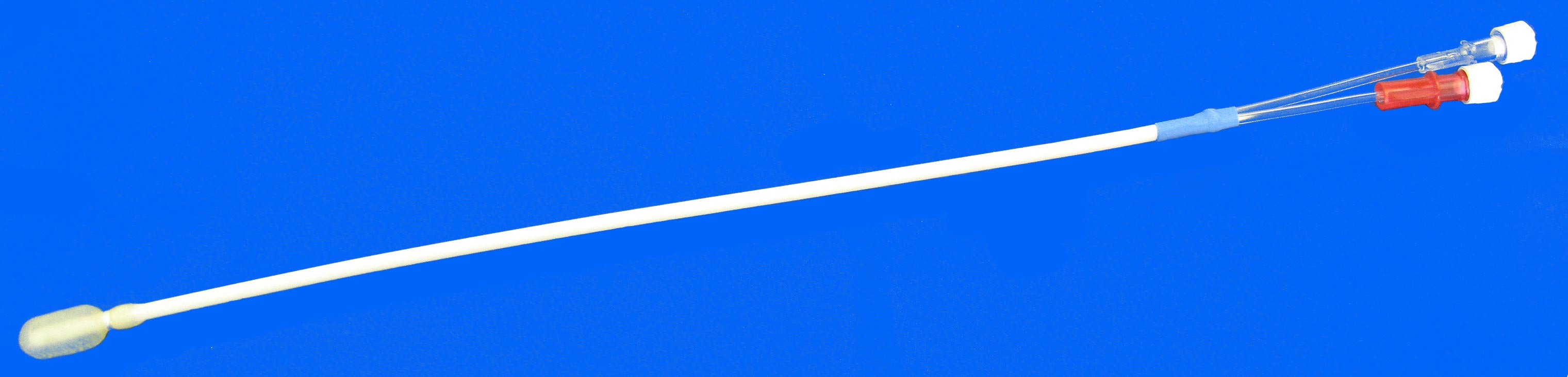
Балонный водно-перфузионный катетер для аноректальной манометрии

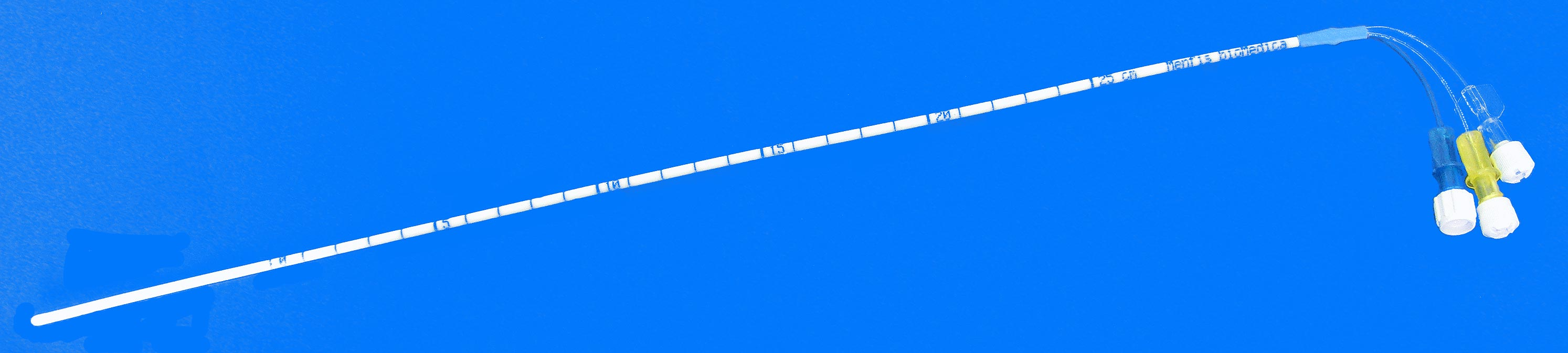
Многоканальный водно-перфузионный катетер для аноректальной манометрии

В аноректальной (толстокишечной) манометрии могут использоваться катетеры или водно-перфузионные, или с твердотельными датчиками. Твердотельные датчики давления отличаются недолговечностью и дороговизной, что значительно ограничивает их применение.
По конструкции водно-перфузионные аноректальные катетеры могут быть баллонные или стандартные. Конструкция баллонных отличаются от других типов катетеров, используемых, например, при пищеводной или антродуоденальной манометрии, тем, что на его конце расположен баллон. Из катетеров стандартной конструкции используются 4-х или 8-и канальные водно-перфузионные катетеры с портами радиально расположенными под углом 45° к друг к другу и расстояниями 7 см между ними.

## Исследуемые характеристики
В процессе исследования определяются следующие параметры и характеристики:
- максимальное и среднее давление сжатия внешнего сфинктера ануса;
- асимметрия сжатия сфинктера;
- ингибирующий ректоанальный рефлекс;
- векторный объём;
- длина сфинктера;
- профиль давления в прямой кишке с шагом в 1 см.[12]

Использование катетера с баллоном позволяет определить:
- порог ректальной чувствительности (минимальный объём, необходимый для появления ощущения заполнения кишечника — меньше или равно 25 мл);
- минимальный объём для расслабления внутреннего анального сфинктера (объём, при котором возникает первый позыв на дефекацию; в норме составляет 10—20 мл);
- порог для постоянного позыва на дефекацию (объём, необходимый для появления постоянного позыва; в норме меньше или равен 220 мл) и
- максимально переносимый объём (в норме — 110—280 мл).[12]